# Clara Mayer-Himmelheber
Clara Mayer-Himmelheber (* 1970 als Clara Mayer) ist eine deutsche Ethnologin und Kuratorin.

## Leben
Sie ist Enkeltochter des Ethnologen-Ehepaars Ulrike und Hans Himmelheber. Ihre Mutter ist die Kunsthistorikerin und ehemalige Buchhändlerin Susanne Himmelheber. Der Ethnologe Eberhard Fischer ist ihr Onkel.

## Beruf
Im Jahr 2001 promovierte sie an der Universität zu Köln in Ethnologie mit der Dissertation Die Regalia des Kabaka von Buganda: Eine Biographie der Dinge.
Clara Mayer-Himmelheber und ihr Onkel Eberhard Fischer organisierten 1993 und 1997 in Zürich die Ausstellungen „Zaire 1938/39“ und „Die Kultur der Baule“ mit Fotografien und ethnologischen Sammlungen von Hans Himmelheber. Sie verfassten auch die Ausstellungskataloge gemeinsam.
Seit 2001 ist sie Leiterin der Afrika-Abteilung und Kuratorin am Rautenstrauch-Joest-Museum in Köln. Sie kuratierte zum Beispiel im Jahr 2004 die Ausstellung „Namibia – Deutschland: Eine geteilte Geschichte“ in Köln und 2004/2005 im Deutschen Historischen Museum in Berlin. Sie leitete 2016/2017 ebenfalls die Ausstellung „Pilgern. Sehnsucht nach Glück?“.

## Publikationen (Auswahl)
- 1993: Zaire 1938/39. Ausstellungskatalog. Herausgegeben mit Eberhard Fischer
- 1996: Die Kultur der Baule: Elfenbeinküste 1933 und 1934/35. Ausstellungskatalog. Herausgegeben mit Eberhard Fischer
- 1997: Töpferei und andere Strategien der Einkommenssicherung: Risikominimierung im Norden Namibias, mit Dorothea Meyer-Bauer et al. In: History, Cultural Traditions and Innovations in Southern Africa, Bd. 4
- 2002: Der Hund ist für die Hyäne eine Kolanuss. Zeitgenössische Kunst und Kultur aus Afrika, mit Marjorie Jongbloed und Marcel Odenbach. In: Jahresring 49, Jahrbuch für moderne Kunst. Oktagon, Köln. ISBN 3-89611-103-5
- 2004: Die Regalia des Kabaka von Buganda. Eine Biographie der Dinge. LIT Verlag. ISBN 978-3-825868833
- 2004: Mitwirkung am Katalog zur Ausstellung Sexualität und Tod : AIDS in der zeitgenössischen afrikanischen Kunst